# 20524 Bustersikes
20524 Bustersikes è un asteroide della fascia principale. Scoperto nel 1999, presenta un'orbita caratterizzata da un semiasse maggiore pari a 2,7830248 UA e da un'eccentricità di 0,1624766, inclinata di 8,36026° rispetto all'eclittica.